# Куріпка рудогруда

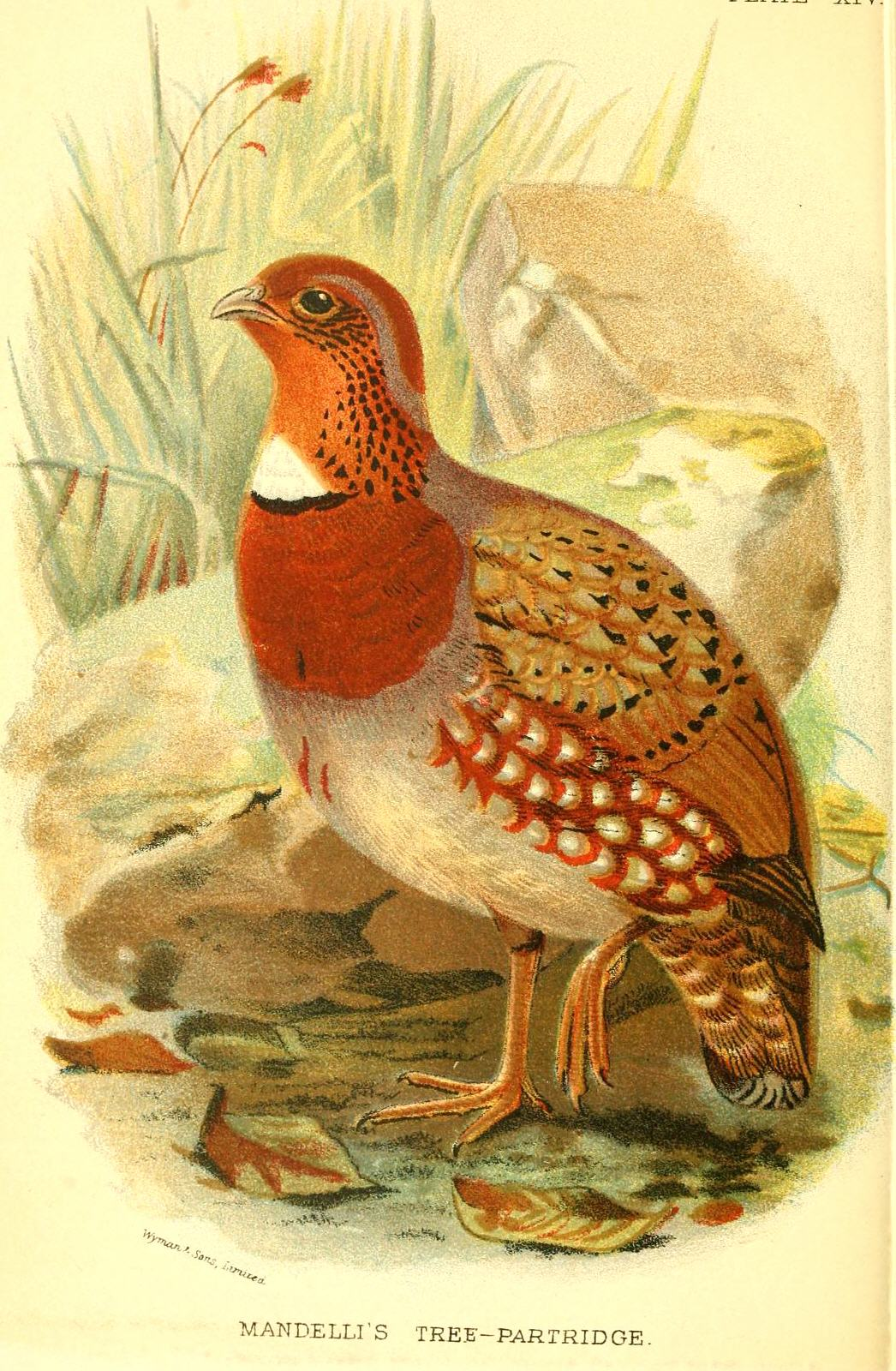
Рудогруда куріпка

Курі́пка рудогруда (Arborophila mandellii) — вид куроподібних птахів родини фазанових (Phasianidae). Мешкає в Гімалаях. Вид названий на честь італійського натураліста Луї Манделлі. Вид був вперше сфотографований в 2015 році на території штату Аруначал-Прадеш.

## Опис
Довжина птаха становить 28 см. Груди рудувато-каштанові, живіт сірий. Рудогруда куріпка відрізняється від непальської куріпки рудуватішою верхньою частиною тіла і головою, наявністю білого "комірця" на грудях і забарвленням грудей.

## Поширення і екологія
Рудогруді куріпки є ендеміками Східних Гімалаїв. Вони поширені на північ від Брахмапутри, в Бутані, південно-західному Тибеті, в індійських штатах Західний Бенгал, Сіккім і Аруначал-Прадеш. Живуть в підліску гірських субтропічних лісів. Зустрічаються на висоті від 350 до 2500 м над рівнем моря (переважно на висоті від 1700 до 2000 м над рівнем моря).

## Збереження
МСОП класифікує цей вид як вразливий. За оцінками дослідників, популяція рудогрудих куріпок становить від 3500 до 15000 птахів. Їм загрожує знищення природного середовища. Рудогруді куріпки мешкають на території деяких природоохоронних територій, зокрема національних парків Сінгаліла і Намдапха.